# The Chap
The Chap sono un gruppo pop sperimentale formatosi a  Londra, comprendente membri provenienti da Londra e Berlino. La loro musica è una miscela di rock e pop con inserti di ogni altro genere musicale.

## Formazione
- Keith Duncan - batteria, voce, tastiere
- Panos Ghikas - basso, voce, chitarra, violino, computer, tastiere
- Claire Hope - tastiere, voce, melodica
- Berit Immig - tastiere, voce (suona anche nei Omo)
- Johannes von Weizsäcker - chitarra, voce, violoncello, computer, tastiere

## Storia
Nei primi mesi del 2006 hanno girato l'Europa per sostenere il loro secondo album Ham che ha ottenuto molto successo di critica.
Il 19 aprile 2008  hanno pubblicato il terzo album, Mega Breakfast. Durante il 2008 e il 2009, il gruppo ha realizzato diversi tour in Europa, nonché il loro primo tour statunitense.
Nel maggio 2010 esce il loro nuovo album Well Done Europe.
Nel 2011 esce per la Lo Recordings We Are The Best, best of dei successi passati.
Nel 2012 pubblicano il loro ultimo album We Are Nobody.

## Discografia
- 2003 - The Horse (Lo Recordings)
- 2005 - Ham (Lo Recordings)
- 2008 - Mega Beakfast (Ghostly Internazionale / Lo Recordings)
- 2008 - Builder's Brew (Lo Recordings)
- 2010 - Well Done Europe (Lo Recordings)
- 2011 - We Are The Best (Lo Recordings)
- 2012 - We Are Nobody (Lo Recordings)